# Stoddard County
Stoddard County är ett administrativt område i delstaten Missouri, USA, med 29 968 invånare. Den administrativa huvudorten (county seat) är Bloomfield.

## Geografi
Enligt United States Census Bureau har countyt en total area på 2 147 km². 2 142 km² av den arean är land och 5 km² är vatten.    

### Angränsande countyn
- Bollinger County - norr
- Cape Girardeau County & Scott County - nordost
- New Madrid County - sydost
- Dunklin County - söder
- Butler County - sydväst
- Wayne County - nordväst